# Neckera pulvinata
Neckera pulvinata là một loài rêu trong họ Neckeraceae. Loài này được (Wahlenb.) Müll. Hal. mô tả khoa học đầu tiên năm 1850.